# Зерноїд попелястий
Зерноїд попелястий (Sporophila schistacea) — вид горобцеподібних птахів родини саякових (Thraupidae). Мешкає в Центральній і Південній Америці.

## Опис
Довжина птаха становить 10,6-11 см, вага 12-13,7 г. Виду притаманний статевий диморфізм. Забарвлення самців переважно попелясто-сіре, обличчя чорнувате, на щоках білі плямки. Крила темно-сірі, на крилах є невеликі білі "дзеркальця". Груди і живіт сірі, нижня частина живота і гузка білуваті. Лапи темно-сірі, очі темні, дзьоб жовтий. Самиці мають сірувато-коричневе або оливково-коричнве забарвлення, білі плями на щоках у них відсутні, дзьоби у самиць темно-сірі або чорнуваті. Представники підвиду S. s. incerta мають дещо більші розміри, ніж представники номінатичного підвиду, їх дзьоби товші, а плями на щоках у самців менші. Представники підвиду S. s. longipennis мають світліше забарвлення, ніж представники номінатичного підвиду, плями на щоках у них відсутні.

## Підвиди
Виділяють три підвиди:
- S. s. schistacea (Lawrence, 1862) — від Белізу до північної Колумбії;
- S. s. incerta Riley, 1914 — захід Колумбії і Еквадору;
- S. s. longipennis Chubb, C, 1921 — східна Колумбія, Венесуела, Гвіана, бразильська Амазонія, схід Перу і північ Болівії.

## Поширення і екологія
Ареал попелястих зерноїдів дуже фрагментований. Вони мешкають у Белізі, Гватемалі, Гондурасі, Нікарагуа, Коста-Риці, Панамі, Колумбії, Венесуелі, Гаяні, Суринамі, Французькій Гвіані, Бразилії, Еквадорі, Перу і Болівії, а також на Тринідаді і Тобаго, трапляються на півдні Мексики. Вони живуть у вологих гірських і рівнинних тропічних лісах та на узліссях, у чагарникових і бамбукових заростях. Зустрічаються на висоті до 1500 м над рівнем моря. Не приєднуються до змішаних зграй птахів. Живляться насінням, зокрема насінням бамбука Chusquea simpliciflora. Гніздо чашоподібне, у кладці 3 яйця.